# Maggy Correa
Maggy Corrêa es una escritora autobiográfica y comunicadora ruandesa-suiza. En sus memorias Tutsie, etc. (1998) relata cómo rescató a su madre del genocidio de Ruanda contra los tutsis en julio de 1994.

## Trayectoria
Corrêa nació en Ruanda, de padre portugués y madre tutsi ruandesa. Suiza de adopción, se educó entre Ruanda, Congo Belga y Burundi.
Corrêa vivió en el cantón suizo de Valais durante más de veinte años. Fundó y dirigió una escuela de danza durante diez años antes de convertirse en periodista independiente, escribiendo para Le Nouveau Quotidien, Le Temps y Le Nouvelliste. También trabajó como locutora de radio para Radio Rhône Valais y como presentadora de televisión para Radio Télévision Suisse.  Presentó Vanille Fraise, un programa semanal de 25 minutos que incluía un juego de conocimiento general sobre la sexualidad, desde su lanzamiento en noviembre de 1993 hasta febrero de 1994.
En mayo de 1994, Corrêa intentó llamar la atención sobre el genocidio que se estaba desarrollando en Ruanda con un artículo en el periódico suizo Le Nouveau Quotidien. Fue observadora desilusionada de la ineficacia de las Naciones Unidas en el Palacio de las Naciones en Ginebra. En julio de 1994 decidió contra toda lógica ir a Ruanda en el apogeo del genocidio de los tutsis para intentar salvar a su madre. Su libro Tutsie, etc. (1998) es el relato de ese viaje.
Su novela de 2018 À la lueur de la lampe-tempête (1998) cuenta la historia real de Mario Augusto de Jesus du Valle Correia (Mario Corrêa), quien a finales del siglo XIX liberó en secreto a cien esclavos en las colonias portuguesas y aseguró su exilio a Angola.

## Obras
- Tutsie, etc.: récit [Tutsi, etc.: un cuento]. Grolley: Les Ed. de l'Hèbe; Sierre: Monográfico, 1998. ISBN 978-2940063383
- À la lueur de la lampe-tempête [A la luz del farol]. Ediciones Saint Honoré, 2018.ISBN 978-2407011483